# ゲルマン神話
ゲルマン神話（ゲルマンしんわ）とは、キリスト教化される前のゲルマン人の信仰に基づく諸神話の総称。北欧神話（スカンディナビア神話）、アングロ・サクソン人の神話、大陸ゲルマン人を含む。
ゲルマン神話の主要な原典とされる文献は、9世紀から12世紀にかけてノルウェーおよびアイスランドで集成され、13世紀にアイスランドで写本された『古エッダ』(Elder Edda)、または『歌謡エッダ』(Poetic Edda)と総称される歌謡集である。17世紀にアイスランドでセームンド・シグフソンによって発見された「王室写本」と呼ばれる29篇の歌謡写本に、その後発見された別の写本の数篇も含めて『古エッダ』と総称されている。
『古エッダ』に並ぶ重要資料として、スノッリ・ストゥルルソン（1178年 - 1241年）によって詩学の入門書として著された『エッダ』がある。『古エッダ』と区別するために、通常は『スノッリのエッダ』(Snorra Edda)、または『散文のエッダ』(Prose Edda)と呼ばれる。さらに、ヴォルスンガ・サガなど、古ノルド語で書かれた散文であるサガ史料群や、『古エッダ』と同時期につくられたスカルド詩などの史料がある。
ゲルマン人の神話を直接うかがえる史料は残されていないため、ドイツではロマン主義の時代以来、キリスト教化が遅れたために文字として残ることができた北欧神話史料から、原ゲルマンの観念や民族精神を読み取る研究が盛んに行われた。ナチス・ドイツの時代にはゲルマン神話は国民精神を高めるプロパガンダの手段のひとつとして利用された。